# Joseph Banks

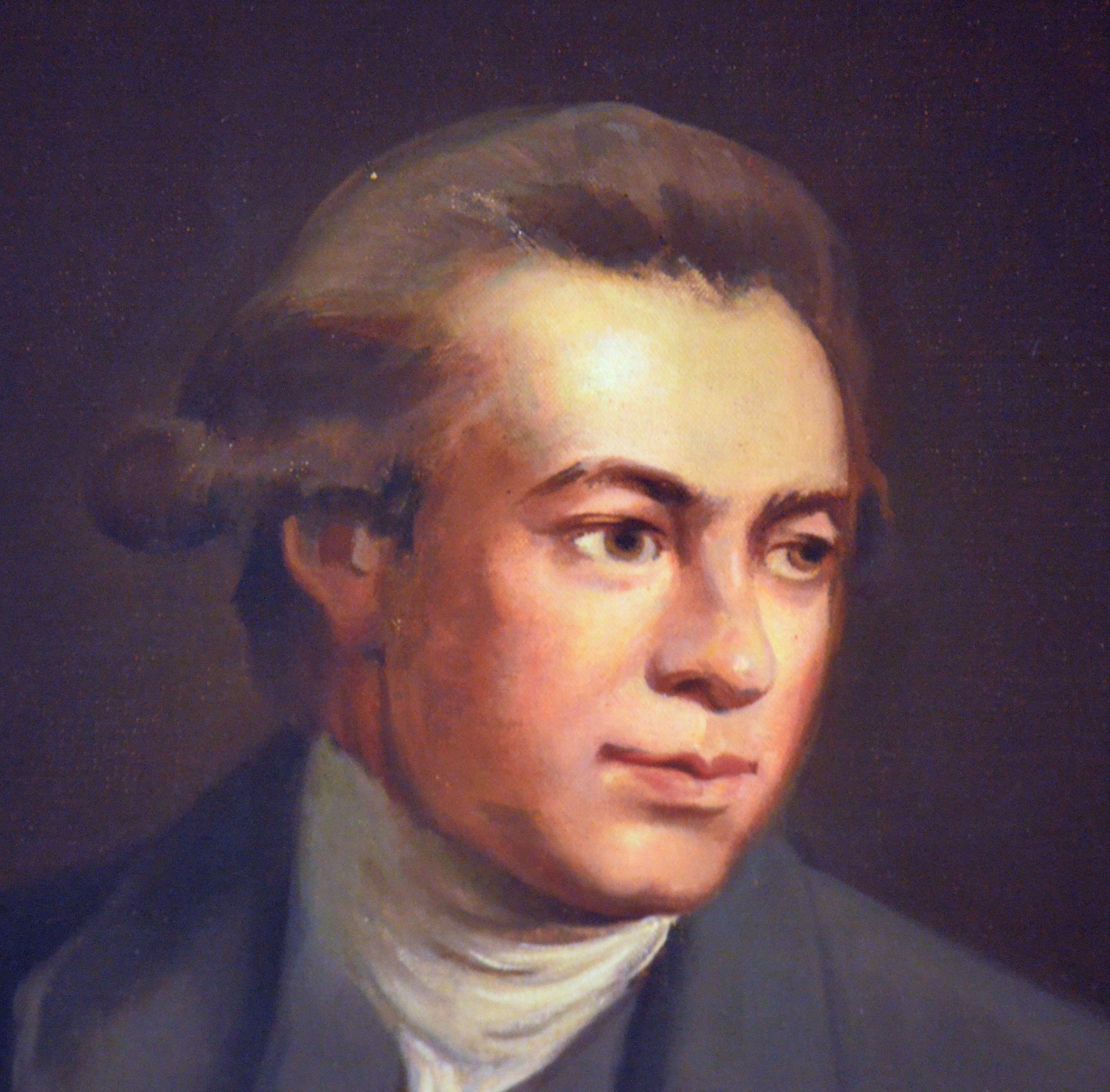
Joseph Banks, detalj av målning 1775 av William Parry

Sir Joseph Banks, född 13 februari 1743 i London, England, död 19 juni 1820 i London, var en engelsk naturalist och botaniker som deltog på James Cooks första stora upptäcktsfärd 1768 till 1771 på skeppet HMB Endeavour, vilket resulterade i att 75 arter blev beskrivna och namngivna av Banks. Det är hans förtjänst att västvärlden introducerades till eucalyptus, acacia, mimosa, och ett helt släkte fick även namnet efter Banks; Banksia. Även Banksön i norra Kanada har blivit uppkallad efter Joseph Banks.
Joseph Banks var ordförande för Royal Society. Han invaldes 1773 som utländsk ledamot nummer 85 av Kungliga Vetenskapsakademien.
Hans Journal during Capt. Cooks first voyage utgavs först 1896.
Asteroiden 13956 Banks är uppkallad efter honom.
Auktorsnamnet Banks kan användas för Joseph Banks i samband med ett vetenskapligt namn inom botaniken; se Wikipediaartiklar som länkar till auktorsnamnet.